# Anan ben David
Anan ben David (715 – 795) è stato un ebreo fondatore del Caraismo e scrisse un Libro dei comandamenti per la sua setta, basato su regole antirabbiniche.